# 런던 교 (레이크해버수시티)

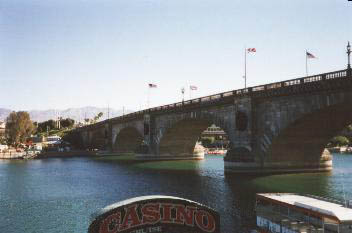
애리조나주 레이크해버수시티에 이축 복원되어 있는 새 런던 교

런던 교는 미국 레이크해버수시티의 다리이다. 원래는 런던 도심 시티오브런던에 있었지만, 시 당국이 도로 확장을 위해 기존 다리를 철거하기 위해 다리를 팔았을 때 미국의 사업가 로버트 맥컬록이 구 런던 교를 매입하였다. 로버트 맥컬록은 런던교를 해체하여 미국으로 옮긴 뒤 해버수호와 연결되는 운하를 만들고 다리를 재조립했다. 주변에는 영국풍의 건축물이 조성되어 관광명소가 되었다.